# پریدووریتسه
پریدووریتسه (به صربی: Pridvorice) یک منطقهٔ مسکونی در صربستان است که در اسمدرفسکا پلانکا واقع شده‌است. پریدووریتسه ۷۸۷ نفر جمعیت دارد.